# Exilaulacus latus
Exilaulacus latus  (лат.) — ископаемый вид перепончатокрылых наездников рода Exilaulacus из семейства Aulacidae. Обнаружен в бирманском янтаре (сеноманский ярус, около 100 млн лет). Типовой вид рода Exilaulacus.

## Описание
Мелкие перепончатокрылые наездники. Длина тела около 2,36 мм, длина переднего крыла 1,66 мм. Усики 12-члениковые (длина 1,38 мм), скапус длиной 0,06 мм.  Мезосома короткая и высокая. Брюшко прикрепляется высоко на проподеуме груди.
Вид Exilaulacus latus был впервые описан по останкам в янтаре в 2018 году китайскими энтомологами L.F. Li, C.K. Shih и D. Ren. Включён в состав отдельного рода Exilaulacus Li, Shih & Ren.